# 57
57 је била проста година.

## Догађаји
- Почетак похода Светонија Павлина на Силуре, незавршен због буне Будике.
- Апостол Павле је написао Посланицу Колошанима .
- Ступање на трон кинеског цара Минг-ди из династије Хан.